# Peccia (Fluss)
Die Peccia ist ein etwa 15,5 Kilometer langer Bach im Kanton Tessin, der beim Ortsteil Sornico von Prato-Sornico von rechts in die Maggia mündet.

## Geographie

### Verlauf
Die Quelle der Peccia liegt im Val del Coro auf etwa 2450 m ü. M. Das Gebiet ist umgeben von Bergen, die Höhen bis knapp 3000 m ü. M. erreichen. Der Bach nimmt kurz nach seiner Entstehung weitere Quellbäche auf und fliesst durch eine Seenreiche Landschaft. Nach etwa 1 km vereinigt sich der Bach auf 2260 m ü. M. mit einem Zufluss von rechts aus dem Valle di Sasso Nero. Hier fliesst er nun etwa 1,5 km in nordwestlicher Richtung und nimmt einige kleinere Bäche auf. Auf 2090 m ü. M. nimmt er den von links kommenden Bach vom Passo del Sasso Nero auf und weitere 0,7 km darauf den Bach aus den Alpe della Bolla. Der Bach hat sein Richtung mittlerweile leicht geändert und fliesst nun in südwestlicher Richtung weiter. Nach etwa 1 km erreicht der Bach auf 1930 m ü. M. die Baumgrenze und ändert die Richtung abermals Richtung Süden. Im folgenden Kilometer durchfliesst er waldiges Gebiet und bei Corte della Forda fliesst ihm auf 1710 m ü. M. von rechts die Ri della Froda zu. Der Bach fliesst weiter talabwärts und es fliessen nun auf den folgenden 1,5 km mehrheitlich Bäche von links zu, unter anderem der Riale di Starlaresciö und der Ri del Chignöö, der Ri di Casa Nuova sowie der Ri del Chiügnöö auf 1450 m ü. M. Etwa 0,6 km darauf fliesst auf 1200 m ü. M. mit dem Ri della Crosa wieder ein grösserer Bach von rechts zu. Auf den folgenden 2 km fliesst der Bach nun Richtung des Dorfes Piano di Peccia, wobei er zunächst den Weiler Sant'Antonio passiert. Er nimmt in diesem Abschnitt von links den Ri del Nass' und den Ri di Rünee auf, sowie von links den Ri Crös. Er passiert Piano di Peccia in einem flacheren Abschnitt auf einer Höhe von etwas über 1020 m ü. M., nimmt kurz darauf von rechts den Riale Sovendra sowie den Ri del Draion auf 980 m ü. M. Auf der anderen Talseite befinden sich die Weiler San Carlo und Cortignelli. Auf den folgenden 1,5 km passiert der Bach Veglia und nimmt den Ri di Vela von links auf, sowie beidseitig ein paar weitere kleine Bäche. Hier erreicht der Bach nun bei Peccia auf 800 m ü. M. das Val Lavizzara. Er dreht nun wieder stark Richtung Süden und fliesst parallel zur Maggia durch die Ebene. Er nimmt unterwegs noch den Ri di Brünesc auf und mündet schliesslich nach weiteren 1,5 km bei Sornico von rechts auf 750 m ü. M. in die Maggia.

### Einzugsgebiet
Das Einzugsgebiet der Peccia hat eine Grösse von etwa 52 km². Der höchste Punkt im Einzugsgebiet ist auf 2841 m ü. M..